# 郭少川
郭少川（1917年1月—2010年11月11日），男，河北昌黎人，中国政治人物，曾任中共昆明市委第一书记。

## 生平
1938年6月加入中国共产党。1937年1月参加中华民族解放先锋队，同年9月参加八路军，曾任115师政治部民运干事、组长。1939年8月转入地方工作，历任山东省寿张县抗日民主政府秘书、寿张县县长，冀鲁豫边区第一中学校长，冀鲁豫边区二地委办公室主任、郓北县委书记、地委委员、边区党委办公室主任、南下支队政治部办公室主任，赣东北区党委办公室主任等职务。
1952年5月至1957年10月，任昆明机床厂厂长。1957年11月至1966年5月，任中共昆明市委书记处书记。1967年1月至1971年6月，历任昆明市革命委员会生产组副组长、革命委员会副主任、核心小组成员。1971年6月至1975年6月，任中共昆明市委副书记。1975年至1977年，任中共昆明市委第一书记。1977年2月至1986年3月，任云南第六机械工业局（云南省第六机械工业局、昆明船舶设备工业公司）副局长。1986年离休。2010年11月11日7时49分在昆明逝世，享年93岁。